# Silvestras Žukauskas
Silvestras Žukauskas (Poškiečiai, 31 dicembre 1860 – Ramučiai, 26 novembre 1937) è stato un generale lituano.

## Biografia
Poco si conosce sulle sue origini famigliari o sulle sue appartenenze etniche. Il certificato matrimoniale di Žukauskas, stilato nel 1894, attesta che era di fede calvinista.
Dopo aver completato gli studi al ginnasio di Marijampolė, Žukauskas si arruolò nel 112º Reggimento di Fanteria degli Urali della 28ª Divisione di Fanteria dell'esercito imperiale russo il 30 giugno 1881. Dal 1883 al 1887 studiò alla Scuola Militare di Vilnius. Dopo il diploma, fu riassegnato al 109º Reggimento di Fanteria del Volga di stanza a Šančiai.
Nel 1900 fu promosso capitano. Due anni più tardi fu inquadrato nel 127º reggimento di fanteria Putivl di stanza a Rovno, nell'attuale Ucraina. Nel luglio-agosto 1905, completò i corsi di artiglieria per ufficiali a Orenburg e fu assegnato alla 33ª Divisione di fanteria come comandante della sua compagnia di mitragliatrici. 
Nel febbraio 1907 fu riassegnato al 131º reggimento di fanteria di Tiraspol. L'anno seguente fu promosso podpolkovnik e gli fu affidato il comando di un battaglione del 131º reggimento di fanteria. Nel 1913 fu promosso polkovnik (colonnello) e riassegnato come assistente minore del comandante del 176º reggimento di fanteria di Perevoločna.
Con la mobilitazione dell'esercito russo in vista della prima guerra mondiale, Žukauskas fu riassegnato come comandante del 314º reggimento di fanteria di Novooskolsk, appena creato e in fase di formazione a Kursk. Fino a metà ottobre, il reggimento era di stanza nella fortezza di Novogeorgievsk. Venne poi impiegato nella battaglia della Vistola e nella battaglia di Łódź. Il reggimento combatté poi nei pressi di Sochaczew e Iłów. Il 20 novembre 1914 Žukauskas fu ferito alla gamba sinistra e tornò al fronte solo nel gennaio 1915. Il reggimento continuerà a combattere nei pressi di Brochów e Święcieniec fino al 25 aprile.
Il 4 maggio 1915, il 314º reggimento di fanteria fu trasferito nell'attuale Lituania. Per la difesa di Šiauliai, Žukauskas fu insignito della Spada di San Giorgio. Il 28 luglio, il reggimento fu riassegnato al 37º Corpo d'Armata e fu spostato a Jaunjelgava per attaccare Nemunėlio Radviliškis e Biržai. Il 14 agosto Žukauskas si ammalò, ma tornò al fronte un mese dopo. Il reggimento continuò a combattere sulla riva destra del fiume Daugava, vicino a Koknese, fino al 5 febbraio 1916. A marzo, il reggimento fu assegnato alla 60ª Divisione di fanteria e attaccò sulla riva sinistra della Daugava.
Il 18 aprile 1916 Žukauskas fu promosso comandante di brigata della 1ª Divisione di fanteria e continuò a garantire le posizioni lungo la Daugava.[15] Il 21 giugno 1916, mentre era in trincea, fu ferito alla testa da una scheggia. Il 21 novembre successivo fu promosso maggior generale. Dal dicembre 1916 al luglio 1917, la divisione protesse Daugavpils. Il 31 maggio 1917, Žukauskas fu promosso comandante della 1ª Divisione di fanteria. Nell'agosto 1917, la divisione fu trasferita nelle riserve del Fronte sud-occidentale, in Volinia. Dopo la cattura di Riga da parte dei tedeschi nel settembre 1917, la divisione tornò nell'attuale Estonia per presidiare la costa baltica vicino a Pärnu. Nel febbraio 1918, mentre Žukauskas era in licenza, i tedeschi catturarono la maggior parte della divisione come prigionieri di guerra. I resti della divisione fuggirono a Smolensk, dove Žukauskas fu poi smobilitato per volontà delle nuove autorità bolsceviche, diffidenti verso i comandanti che avevano fatto carriera sotto lo zarismo.

### La guerra lituano-sovietica
Dopo aver lasciato l'esercito imperiale russo, Žukauskas si trasferì temporaneamente a Kiev. Nel dicembre 1918 arrivò a Vilnius e fu subito nominato Ministro della Difesa del neocostituito governo di Augustinas Voldemaras. Žukauskas, gravemente malato di tifo, non assunse mai l'incarico. Curatosi a Varsavia, si riprese e tornò in Lituania dove fu nominato Capo di Stato Maggiore il 26 aprile 1919. In quel periodo, il neonato esercito lituano stava affrontando l'invasione delle forze bolsceviche, che avevano conquistato circa 2⁄3 del territorio nazionale.[8] Fino a quel momento, i soldati lituani si erano impegnati solo in azioni difensive di piccola entità.
Žukauskas decise di organizzare un'offensiva nel nord-est della Lituania. Il primo obiettivo fu quello di conquistare Ukmergė, che fu liberata 3 maggio. Il 7 maggio successivo i lituani entrarono a Širvintos, dove trovarono le truppe polacche. Lituani e polacchi organizzarono quindi un'operazione congiunta per prendere Giedraičiai il 9 maggio. Il 7 maggio Žukauskas aveva nel frattempo assunto il comando dell'intero esercito lituano. Avviò quindi una completa riorganizzazione delle forze lituane in due gruppi. La prima brigata, di stanza a Ukmergė, fu chiamata Gruppo Vilkmergė e ricevette l'ordine di spingersi lungo la linea Utena-Zarasai. La seconda brigata, nota come Gruppo Panevėžys, fu incaricata di catturare Panevėžys e poi di spingersi lungo la linea Kupiškis-Rokiškis-Obeliai. Il 18 maggio, l'esercito così riorganizzato da Žukauskas effettuò con successo la sua prima operazione e liberò Kurkliai e Anykščiai. A metà giugno, i lituani avevano messo all'angolo i sovietici in una piccola regione intorno a Zarasai. Dopo più di un mese di fronte relativamente stabile, i lituani attaccarono il 23-29 agosto e spinsero i sovietici oltre il fiume Daugava.
Quando i sovietici furono scacciati dal territorio lituano, Žukauskas programmò di dislocare le principali forze lituane altrove, compresa la protezione della linea di demarcazione con la Polonia e i previsti attacchi contro i Bermontiani nel nord della Lituania. Il 26 settembre 1919, tuttavia, Žukauskas fu destituito da comandante dell'esercito a causa del suo ruolo nel tentativo di colpo di Stato polacco dell'agosto 1919. Durante l'azione dell'intelligence lituana contro l'organizzazione militare polacca a Kaunas, nella notte tra il 28 e il 29 agosto, rischio concretamente di essere arrestato, salvandosi solo grazie all'intervento personale del futuro presidente e dittatore Antanas Smetona. Seppur rimosso dalla carica di comandante in capo dell'esercito lituano, continuò a prestare servizio nello Stato Maggiore come vice comandante per le questioni speciali. In seguito fu nominato rappresentante lituano presso la commissione dell'Intesa, presieduta dal generale francese Henri Niessel, incaricata di supervisionare l'evacuazione dei bermontiani dagli Stati baltici. In seguito supervisionò il trasferimento di attrezzature e altre proprietà dai bermontiani alla Lituania.
Žukauskas partecipò attivamente alla repressione della ribellione comunista dei soldati avvenuta il 21-23 febbraio 1920 a Kaunas. Il 23 febbraio fu nuovamente nominato comandante in capo dell'esercito lituano in sostituzione di Pranas Liatukas.
A metà marzo 1920, Žukauskas chiese una licenza. Dopo aver pubblicato un articolo sul giornale bilingue Suvienytoji Lietuva/Zjednoczona Litwa in cui sosteneva la necessità di un'unione tra Lituania e Polonia rafforzò su di se i sospetti di un suo sentimento filo-polacco. Chiese quindi di ritirarsi dall'esercito lituano. Il presidente Smetona accettò la sua richiesta il 14 giugno 1920. Tornò a Kaunas il 12 luglio, due giorni prima della caduta della città e il giorno della firma del trattato di pace tra Lituania e Russia sovietica.
Žukauskas chiese di rientrare nell'esercito lituano e fu nominato ispettore delle formazioni militari il 12 agosto 1920. La decisione si scontrò con la resistenza di molti ufficiali lituani più giovani. Dopo la sconfitta della Lituania nella battaglia di Sejny contro la Polonia, Kazys Ladiga fu destituito da comandante dell'esercito il 1º ottobre. A malincuore Žukauskas accettò di comandare le forze armate pur non essendo il comandante in capo dell'esercito lituano. L'8 ottobre, la Polonia lanciò l'ammutinamento di Żeligowski. Impreparate, le truppe lituane furono costrette a ritirarsi da Vilnius. Il 17-21 novembre, le forze lituane respinsero con successo le truppe di Żeligowski da Širvintos e Giedraičiai. 
Quando Konstantinas Žukas si dimise da comandante dell'esercito lituano e da ministro della Difesa il 7 aprile 1921, Žukauskas era di fatto il comandante militare di più alto rango in Lituania. Tuttavia, continuò ad essere al centro di sospetti e critiche per i suoi legami con la Polonia. Il 29 maggio 1921 il presidente destituì Žukauskas dal comando. Un mese dopo, il 25 giugno, Žukauskas si dimise dal servizio militare attivo e divenne un ufficiale della riserva.

### Il periodo interbellico
Richiamato in servizio attivo dal presidente Aleksandras Stulginskis, Žukauskas fu nuovamente comandante dell'esercito lituano dal 6 giugno 1923 al 26 gennaio 1928. In tempo di pace, si concentrò sul miglioramento della disciplina e dell'educazione militare e si sforzò di rimanere vicino ai suoi uomini. Sostenne il colpo di Stato del dicembre 1926 che portò al potere il presidente Antanas Smetona. Durante il golpe visitò varie unità militari spiegandone le ragioni.

### Gli ultimi anni
Il 26 gennaio 1928 Žukauskas si dimise dal servizio militare attivo a causa dell'età avanzata. Si ritirò nel maniero di Davalgoniai a Ramučiai, donatogli dal governo lituano nel 1927. Continuò a partecipare alle organizzazioni militari e fu consigliere del generale Stasys Raštikis e del presidente Smetona.
Alla notizia della sua morte furono proclamati tre giorni di lutto nazionale. La salma fu esposta al pubblico nel Museo della Grande Guerra di Vytautas. Fu sepolto nella sezione luterana del cimitero vecchio di Kaunas. La tomba di Žukauskas fu demolita nel 1959 dopo che le autorità sovietiche di occupazione trasformarono il Cimitero Vecchio di Kaunas nel Parco Ramybė. Nonostante gli scavi archeologici effettuati nel 2012, la tomba originale non è mai stata ritrovata.